# Elberton
Elberton is een plaats (city) in de Amerikaanse staat Georgia, en valt bestuurlijk gezien onder Elbert County.

## Demografie
Bij de volkstelling in 2000 werd het aantal inwoners vastgesteld op 4743.
In 2006 is het aantal inwoners door het United States Census Bureau geschat op 4667, een daling van 76 (-1,6%).

## Geografie
Volgens het United States Census Bureau beslaat de plaats een oppervlakte van
10,4 km², geheel bestaande uit land.

## Plaatsen in de nabije omgeving
De onderstaande figuur toont nabijgelegen plaatsen in een straal van 28 km rond Elberton.